# Ray Sawyer
Ray Sawyer, född 1 februari 1937 i Chickasaw, Alabama, död 31 december 2018 i Daytona Beach, Florida, var en amerikansk sångare.
Sawyer var sista halvan av 1960-talet med i bandet Chocolate Papers. 1968 startade han tillsammans med Dennis Locorriere bandet Dr. Hook and the Medicine Show.
Sawyer hade en ögonlapp över höger öga, på grund av en trafikolycka som förstörde ögat.

## Diskografi

### Solo
Studioalbum
- 1976 – Ray Sawyer

Singlar
- 1962 – "You Gave Me The Right" / "I'm Gonna Leave"
- 1976 – "Daddy's Little Girl" / "I Need The High"
- 1976 – "Love Ain't The Question (Love Ain't The Answer)" / "Walls And Doors"
- 1977 – "I Need The High (But I Can't Stand The Taste)" / "Walls And Doors"
- 1978 – "The Dancing Fool" / "Rhythm Guitar (In A Rockability Band)"
- 1979 – "I Don't Feel Much Like Smilin'" / "Drinking Wine Alone"
- 1985 – "I'm Ready (To Fall In Love Again)" / "69 Years (Of Uninterrupted Love)"

Promo-singlar
- 1977 – "Red-Winged Blackbird"
- 1979 – "I Want Johnny's Job"